# 錾菜
錾菜（学名：Leonurus pseudomacranthus）为唇形科益母草属下的一个种。

## 扩展阅读
- 維基物種上的相關：錾菜